# Carice
Carice este o comună din arondismentul Vallières, departamentul Nord-Est, Haiti, cu o suprafață de 55,97 km2 și o populație de 12.382 locuitori (2009).